# Hayling Island
Hayling Island är en ö i Storbritannien.   Den ligger i riksdelen England, i den södra delen av landet, 100 km sydväst om huvudstaden London. Arean är 17,8 kvadratkilometer.
Terrängen på Hayling Island är mycket platt. Öns högsta punkt är 13 meter över havet. Den sträcker sig 6,9 kilometer i nord-sydlig riktning, och 6,5 kilometer i öst-västlig riktning.
Följande samhällen finns på Hayling Island:
- South Hayling